# Нововасилівка (Покровський район)
Нововаси́лівка (Тонкова) — село Покровської міської громади Покровського району Донецької області, в Україні. У селі мешкає 357 людей.

## Загальні відомості
Відстань до райцентру становить близько 18 км і проходить автошляхом Т 0515. Нововасилівка розташована на лівому березі Солоної.

## Населення
За даними перепису 2001 року населення села становило 357 осіб, із них 89,92 % зазначили рідною мову українську та 10,08 % — російську.